# Prawdziwy opis wypadku z panem Waldemarem
Prawdziwy opis wypadku z P. Waldemarem (ang. The Facts in the Case of M. Valdemar) – nowela amerykańskiego pisarza Edgara Allana Poe o osobie, która wprowadza pewnego mężczyznę w stan hipnozy w momencie jego śmierci. Utwór z elementami grozy i suspensu, jest także do pewnego stopnia formą żartu. Został on opublikowany bez zastrzeżenia, że jest fikcyjny, przez co wiele osób w momencie publikacji traktowało historię jako prawdziwą relację. Poe pogrywał nią przez pewien czas, zanim przyznał w marginaliach, że jest to czysta literacka fikcja.

## Fabuła
Narrator prezentuje fakty z niezwykłej sprawy p. Waldemara, która wywołała publiczną dyskusję. Interesuje się on magnetyzmem, pseudonauką, obejmującą wprowadzanie pacjenta w stany hipnotyczne przez oddziaływania magnetyczne. Jest to proces, który przekształcił i rozwinął się w kierunku hipnozy. Narrator zauważa, że podług jego wiedzy jeszcze nikt nigdy nie został wprowadzony w ów stan w momencie śmierci i jest zaciekawiony efektami magnetyzmu w odniesieniu do umierającej osoby. Rozważa on eksperyment na swoim starym przyjacielu Erneście Waldemarze, autorze, którego już wcześniej zahipnotyzował, a u którego została ostatnio zdiagnozowana gruźlica.
Waldemar zgadza się na eksperyment i powiadamia listownie narratora, że umrze prawdopodobnie w przeciągu dwudziestu czterech godzin. Dwaj lekarze Waldemara mówią narratorowi o złej kondycji pacjenta. Po potwierdzeniu ponownie przez Waldemara, że ten chce być częścią eksperymentu, narrator powraca następnej nocy wraz z dwiema pielęgniarkami i studentem medycyny w charakterze świadków. Pacjent raz jeszcze zgadza się na udział i prosi narratora, aby ten się pośpieszył z obawy, iż ten „przeciągał to zbyt długo”. Waldemar zostaje czym prędzej zahipnotyzowany, a chwilę potem wracają dwaj lekarze i służą za dodatkowych świadków. W transie zdaje on najpierw relacje, że umiera, a następnie, że jest martwy. Narrator pozostawia go w stanie hipnozy przez siedem miesięcy, badając go każdego dnia. W tym czasie nie ma on pulsu, bicia serca i zauważalnego oddechu, jego skóra jest zimna i blada.
Wreszcie narrator próbuje obudzić Waldemara, zadając pytania, na które odpowiedzi padają z wielką trudnością, głosem zdającym się wydobywać z jego spuchniętego, czarnego języka. Między transem a świadomością, język Waldemara błaga, aby albo go szybko przenieść w stan snu albo natychmiast zbudzić. Gdy głos Waldemara kilkakrotnie wykrzykuje „martwy, martwy”, narrator wydobywa go z transu do stanu i procesu, w którym całe ciało Waldemara nagle zaczyna się przekształcać w niemal płynną masę odrażającego rozkładu.

## Analiza
Poe używa w Prawdziwym opisie wypadku z P. Waldemarem szczegółowych opisów i relatywnie wysokiego poziomu ich drastyczności. Z oczu Waldemara w pewnym momencie wydobywa się przykładowo obficie spora dawka żółtawej substancji, choć jego wyobraźnia w noweli najlepiej odzwierciedla się w końcowych linijkach, gdy pisze iż naraz cała jego sylwetka – w przeciągu jednej minuty lub nawet szybciej zaczyna się kurczyć, a następnie rozpadać się i gnić pod rękami narratora. Na łóżku przed wszystkimi leżała prawie płynna masa odrażającego rozłożonego ciała.
Te drastyczne wyobrażenia inspirowały później innych autorów, tworzących literaturę fantastyczną, jak choćby H.P. Lovecrafta. Te końcowe zdania tworzą jeden z najbardziej efektownych i wyrazistych momentów twórczości Poe, łączące szok, odrazę oraz niepokój w jednej chwili.
Końcówka pokazuje, iż próby uzyskania kontroli nad śmiercią przynoszą straszne rezultaty, a co za tym idzie ostatecznie nie mogą się powieść.
W języku hiszpańskim Waldemar w przybliżeniu oznacza dolinę morską. Nazwa sugeruje stany ciekłe oraz stałe. Znaczenie to jest podkreślone w symbolice noweli, gdy ciało Waldemara przechodzi ze stanu normalnego w stan prawie płynny w ostatnich klimatycznych fragmentach tekstu. Poe używa również zębów jako symbolu, typowe dla niego znaczenie wiąże się i odzwierciedla moralność. Inne przykłady to odrażające i grobowe zęby konia w noweli Metzengerstein, obsesja wokół zębów Berenice, oraz odgłos zgrzytających zębów w utworze Żabi Skoczek.
Śmierć Waldemara z powodu gruźlicy i próby jej odwlekania mogły być inspirowane osobą żony Poe, Virginią. W momencie opublikowania noweli, od śmierci dzieliły ją dwa lata (także na gruźlicę). Wyjątkowo szczegółowe relacje w Prawdziwym opisie wypadku z P. Waldemarem mogły bazować na rzeczywistych cierpieniach Virginii. Dodatkowo Poe mógł być zainspirowany przez Andrew Jacksona Davisa, kiedy uczęszczał na jego wykłady o hipnozie.
Śmierć Waldemara jednak, nie jest sportretowana w sensie typowego dla Poe motywu śmierci pięknej kobiety, jak to ma miejsce choćby w utworach Ligeja i Morella. Śmierć mężczyzny jest tu skontrastowana i przedstawiona jako brutalna i drastyczna.

## Publikacja
Nowela została jednocześnie opublikowana 20 grudnia 1845 roku na łamach Broadway Journal oraz w grudniu 1845 roku w American Review: A Whig Journal, drugi dziennik użył tytułu The Facts in M. Valdemar’s Case. Nowela została również ponownie opublikowana w Anglii, początkowo jako broszura zatytułowana Mesmerism in Articulo Mortis, a następnie jako The Last Days of M. Valdemar.

## Adaptacje
- 1960 – jeden z segmentów filmu argentyńskiego pt. Masterpieces of Horror, pokazanego po raz pierwszy w USA w 1965 roku.
- 1962 – jeden z serii filmów pt. Tales of Terror – reż. Roger Corman.
- 1990 – Two Evil Eyes – reż George A. Romero.
- 2002 – The Mesmerist – luźna adaptacja noweli w formie czarnej komedii.